# Plan V (película)
Plan V es una película de comedia mexicana del año 2018 dirigida por Fez Noriega. Protagonizada por Natasha Dupeyron, Stephanie Gerard y María Gabriela de Faría.

## Trama
Paula se prepara para darle una sorpresa de aniversario a su novio Chema, un famoso actor de novelas. Pero la sorpresa es suya, al darse cuenta de que este la engaña con su representante: Marcelo. Paula en compañía de sus amigas Fernanda y Jennifer llegan a la conclusión de que lo que ella necesita, para sacarse la desilusión, es un “virgen” que seguramente, la valorará.

## Reparto
- David Allegre como Marcelo
- Agustín Arana
- Luis Arrieta como Chico de Uber
- Roberto Beck
- María Gabriela de Faría como Fernanda
- Arath de la Torre
- René Dupeyrón
- Natasha Dupeyrón como Paula
- José Carlos Femat como Chema
- Nico Galán como Salvafiestas
- Stephanie Gerard como Jennifer
- Kevin Holt como Malcom
- Andrea Legarreta como Andrea - Conductora Hoy
- Ofelia Medina
- José Pablo Minor como Luis
- Galilea Montijo como Galilea - Conductora Hoy
- Alberto Pavón como Fresa Fortachón
- César Ramones
- Arantxa Romo como Actriz de Telenovela
- Tamara Vallarta como Laurentina